# Vattentornet i Sundbyberg

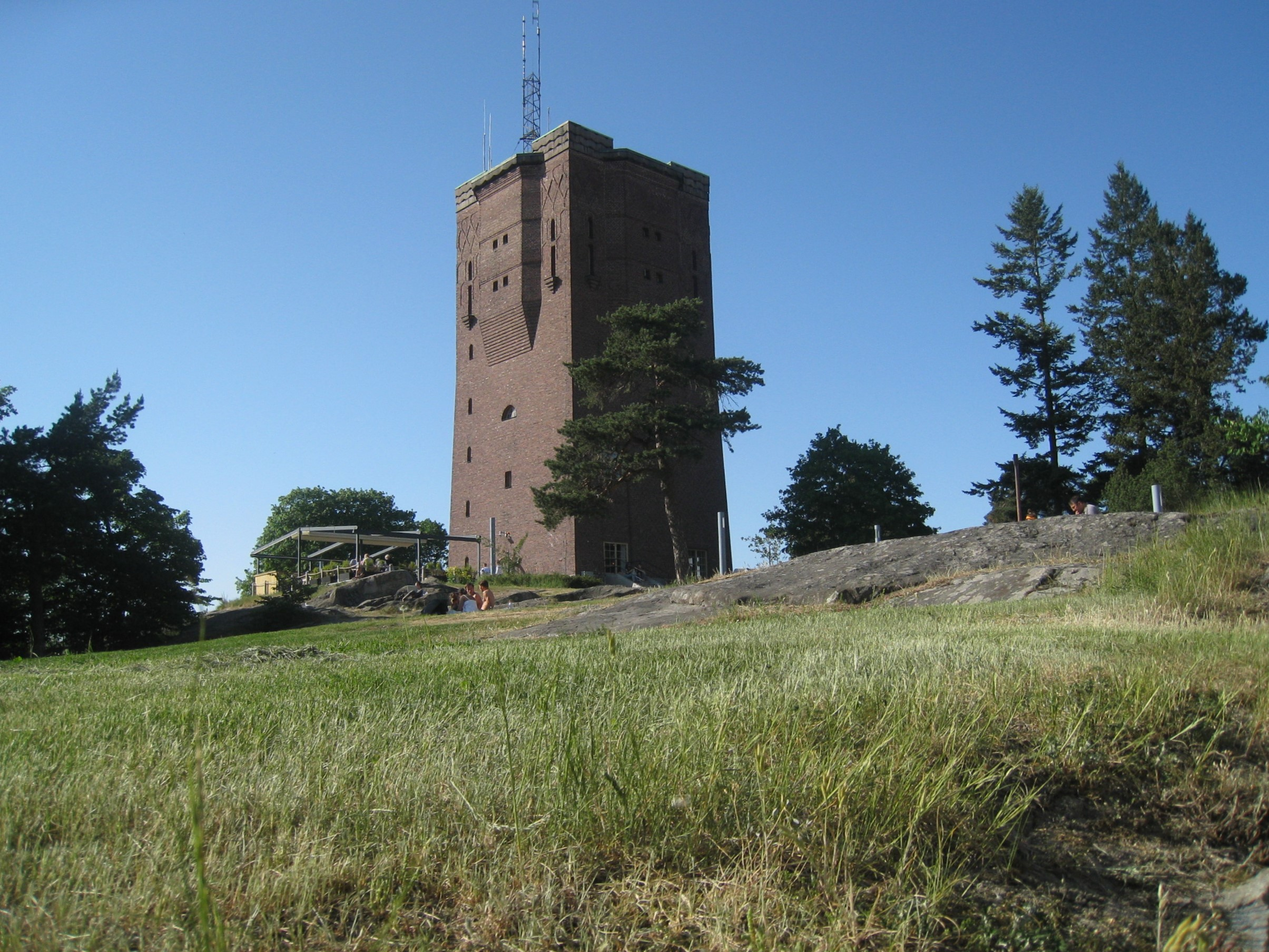
Det 27 meter höga vattentornet i Sundbyberg ligger på högsta punkten mitt i Tornparken i centrala Sundbyberg.

Vattentornet i Sundbyberg är ett numera nedlagt vattentorn, som ligger i Tornparken i Sundbyberg, en av Stockholms äldsta förstäder, och det är Sundbybergs viktigaste landmärke. Vattentornet var en nytto- och industribyggnad. Sundbybergs vattentorn ritades av arkitekten Ivar Tengbom. Tornet stod färdigt 1912.
I sin helhet stod byggnaden vid uppförandet då som symbol för det moderna Sundbybergs framväxt. Ivar Tengbom var under 1910- och 1920-talen en av landets mest framgångsrika och inflytelserika arkitekter. Han förknippas med prestigefyllda uppdrag som Enskilda banken och Handelshögskolan i Stockholm. Vattentornet i Sundbyberg utgör ett kraftfullt inslag i stadsbilden. Ivar Tengbom var även tillsammans med Ernst Torulf arkitekt till Hagalunds vattentorn i Solna kommun, som byggdes 1911, de båda arbetade åren 1906-1912 i kompanjonskap i Stockholm. Ernst Torulf var, liksom Ivar Tengbom, arkitekt till ett flertal vattentorn.

## Historia

### Byggnaden
Sundbybergs vattentorn är en byggnad av tidig betongkonstruktion. Tornet är helt klätt i Helsingborgstegel och det har ett kryssförband och en kraftig mönstring enligt 1910-talets nationalromantiska ideal. Helsingborgsteglet kom från Helsingborgs Ångtegelbruk AB.
Tornet är 27 meter högt och har fem våningsplan, inklusive cisternen på femte våningen. Högst upp i tornet finns en terrass. Vattnet hämtades från Brunkebergsåsen vid Ulriksdal och pumpades upp i tornets cistern, som rymde 400 kubikmeter vatten.

### Funktionen
Stockholmstraktens vattenverksförbund, numera benämnt kommunalförbundet Norrvatten bildades ursprungligen mellan förortssamhällena Sundbyberg, Hagalund och Stocksund under 1920-talet. Fram till denna tid hade dessa tätorter fått sitt dricksvatten från brunnar i Järvaåsen, en utlöpare, eller fortsättning, till Brunkebergsåsen. Tätorterna hade anlagts omkring 1910. Vattenuppfordringen översteg emellertid efter ungefär tio år den naturliga grundvattentillrinningen. Grundvattennivån sjönk därmed så kraftigt, att bräckt vatten strömmade in i brunnarna från den närbelägna Brunnsviken. 
Redan 1926 blev vattentornet utan funktion, eftersom Sundbyberg då bytte vattentäkt till Görvälnviken i Mälaren, samtidigt som ledningsnät och reservoarsystem förändrades. Görvälns vattenverk kom till i samband med bildandet av Norrvatten 1926. Görvälnverket på Skäftingeholmen i Mälaren väster om Jakobsberg i Järfälla kommun, som var förbundets första vattenverk, invigdes 1929 och det tillhör Norrvatten.

### Ombyggnaden
Genom en folkomröstning bestämdes det under 2005 att tornet skulle byggas om till ett café. I det gamla vattentornet finns nu en restaurang. Det finns dock flera skyddsbestämmelser för vattentornet: byggnaden får till exempel inte rivas och exteriören får inte förvanskas. Vattentornet är Q-märkt.
Efter många år utan egentlig funktion anpassades byggnaden genom ombyggnad år 2009 till publik verksamhet. För den kulturhistoriskt värdefulla byggnaden har ombyggnaden inneburit en varsam renovering med korrekta material och metoder. Efter renoveringen är tornets värdefulla siluett fortfarande intakt. Vid renoveringen rengjordes den ståtliga trätrappan, samtliga fönster och övriga snickerier rengjordes och målades i sin ursprungskulör med linoljefärg. Entréporten är ny och den är lik originalutförandet. Numera finns det publik verksamhet i delar av tornet med café och utställningslokaler.

## Bilder

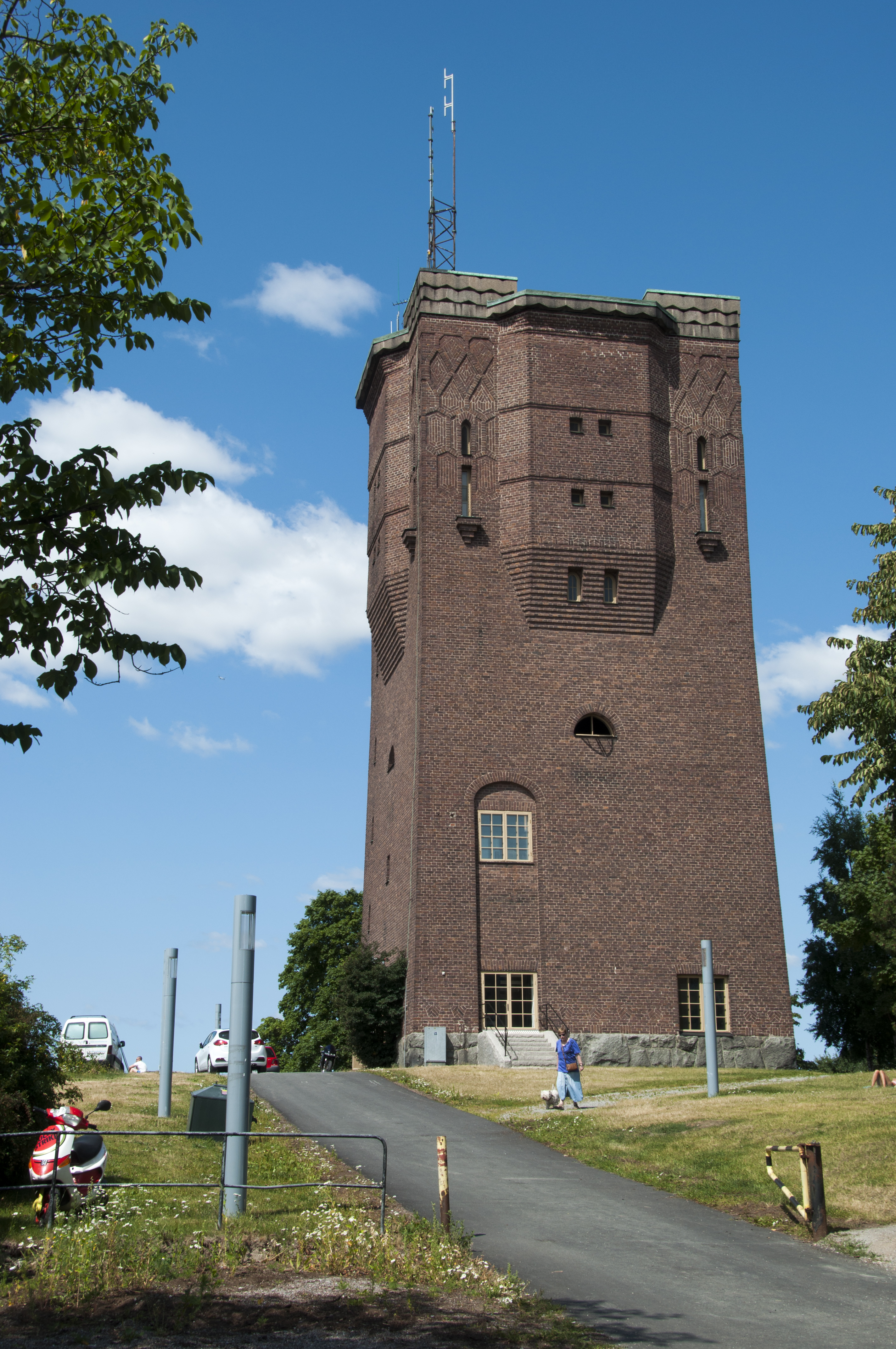
Vattentornet från öster.
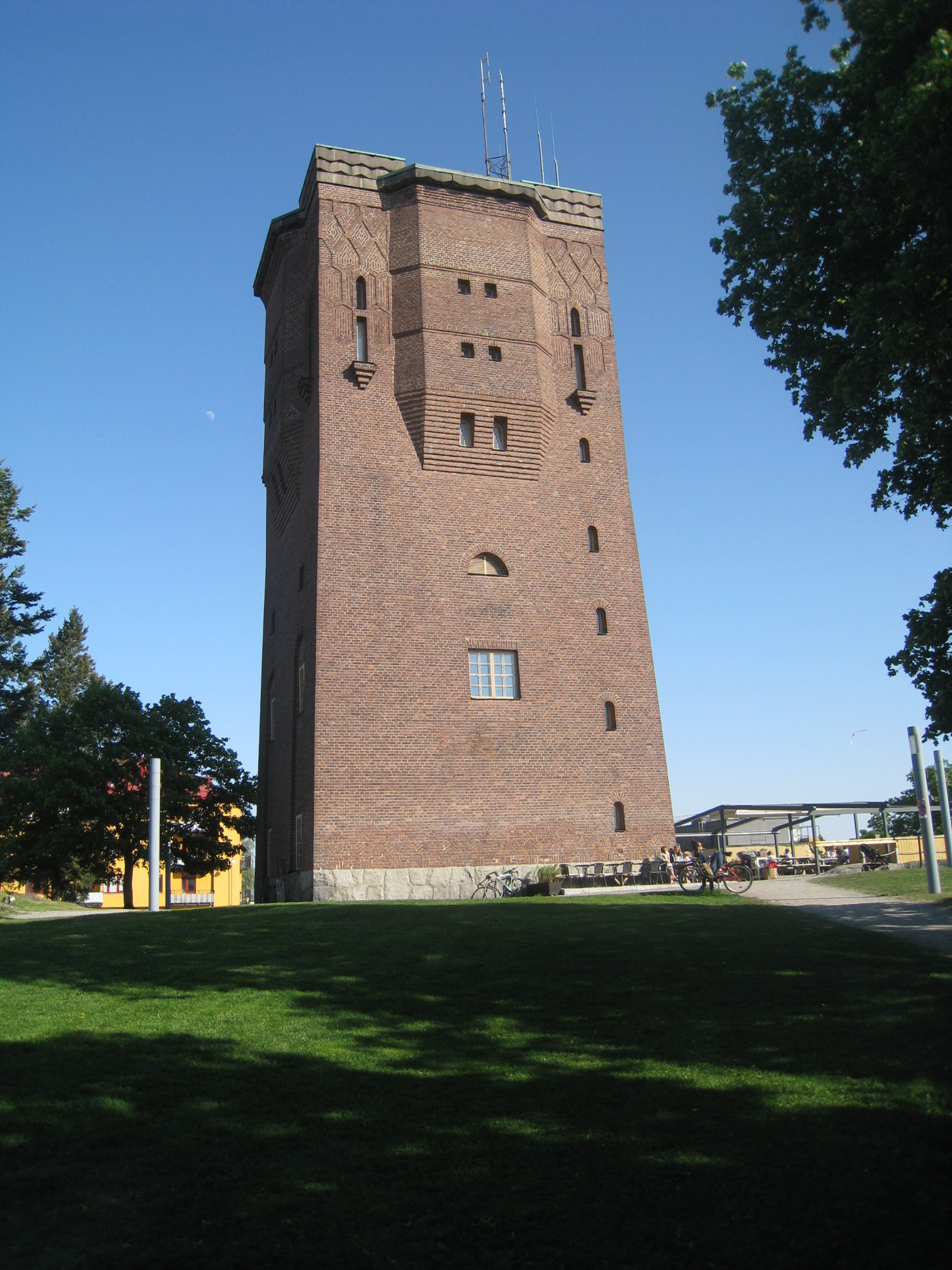
Vattentornet från väster.
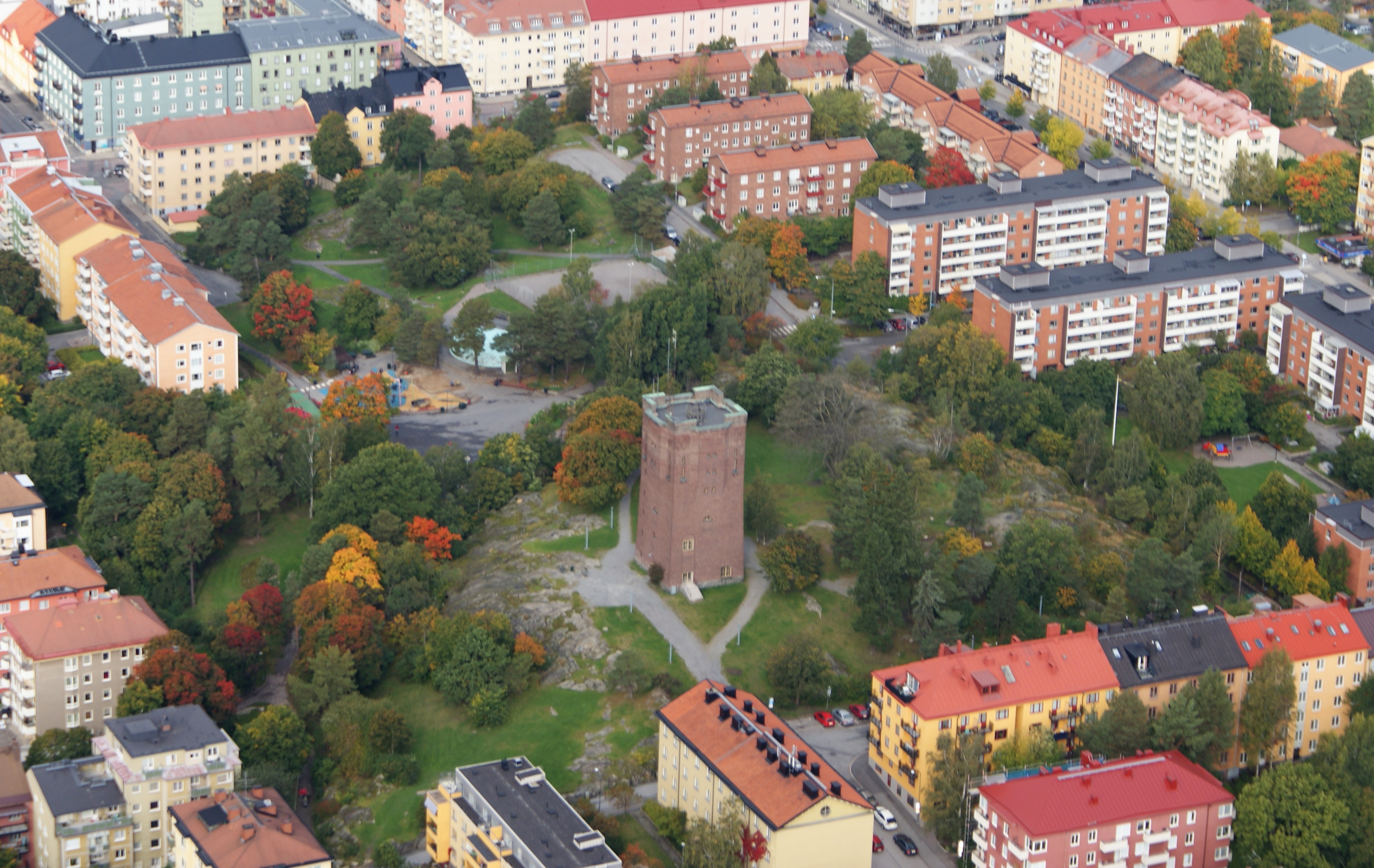
Tornparken och vattentornet sett från helikopter.
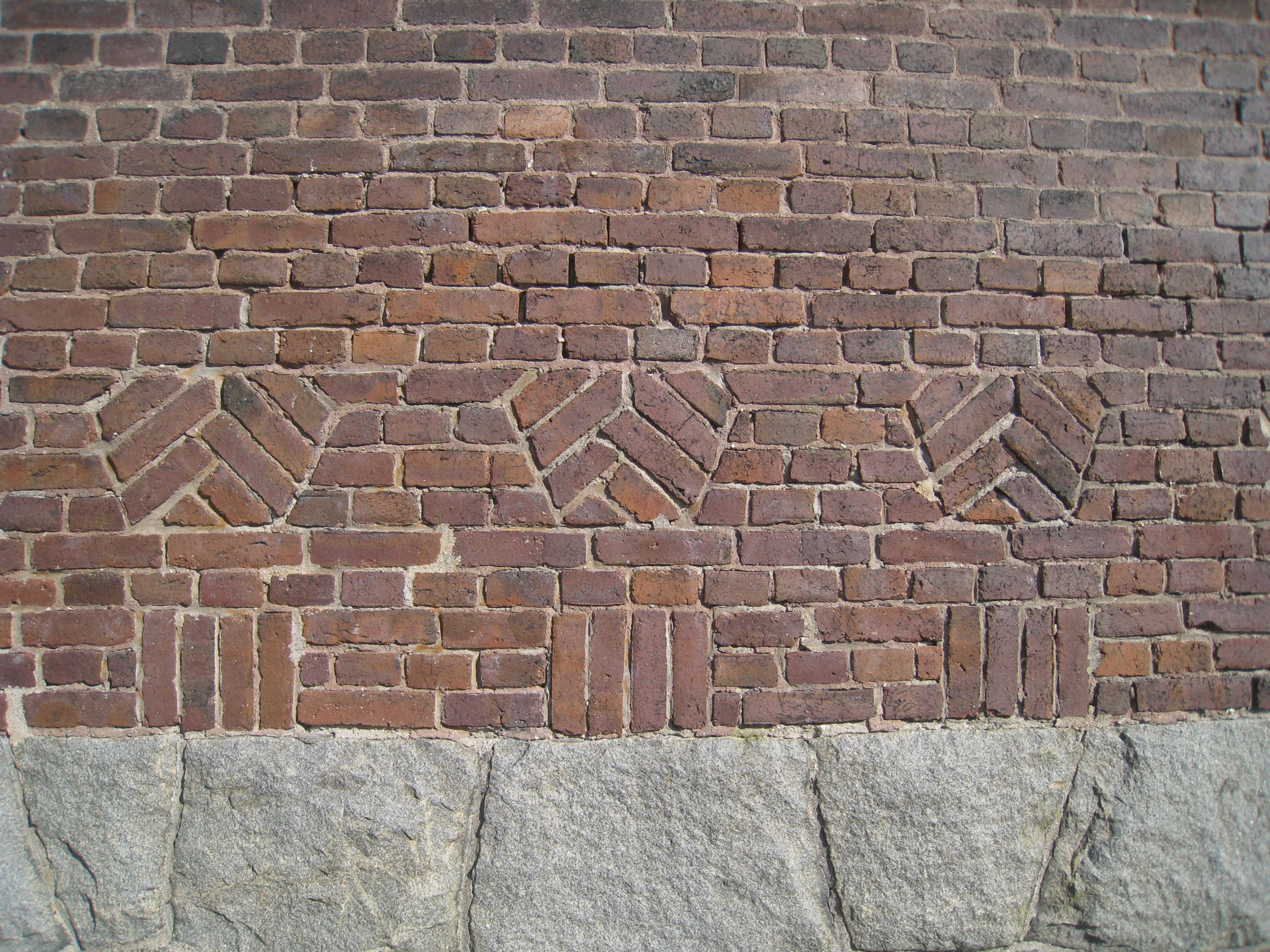
Vattentornet är helt klätt i Helsingborgstegel med kryssförband och kraftig mönstring.
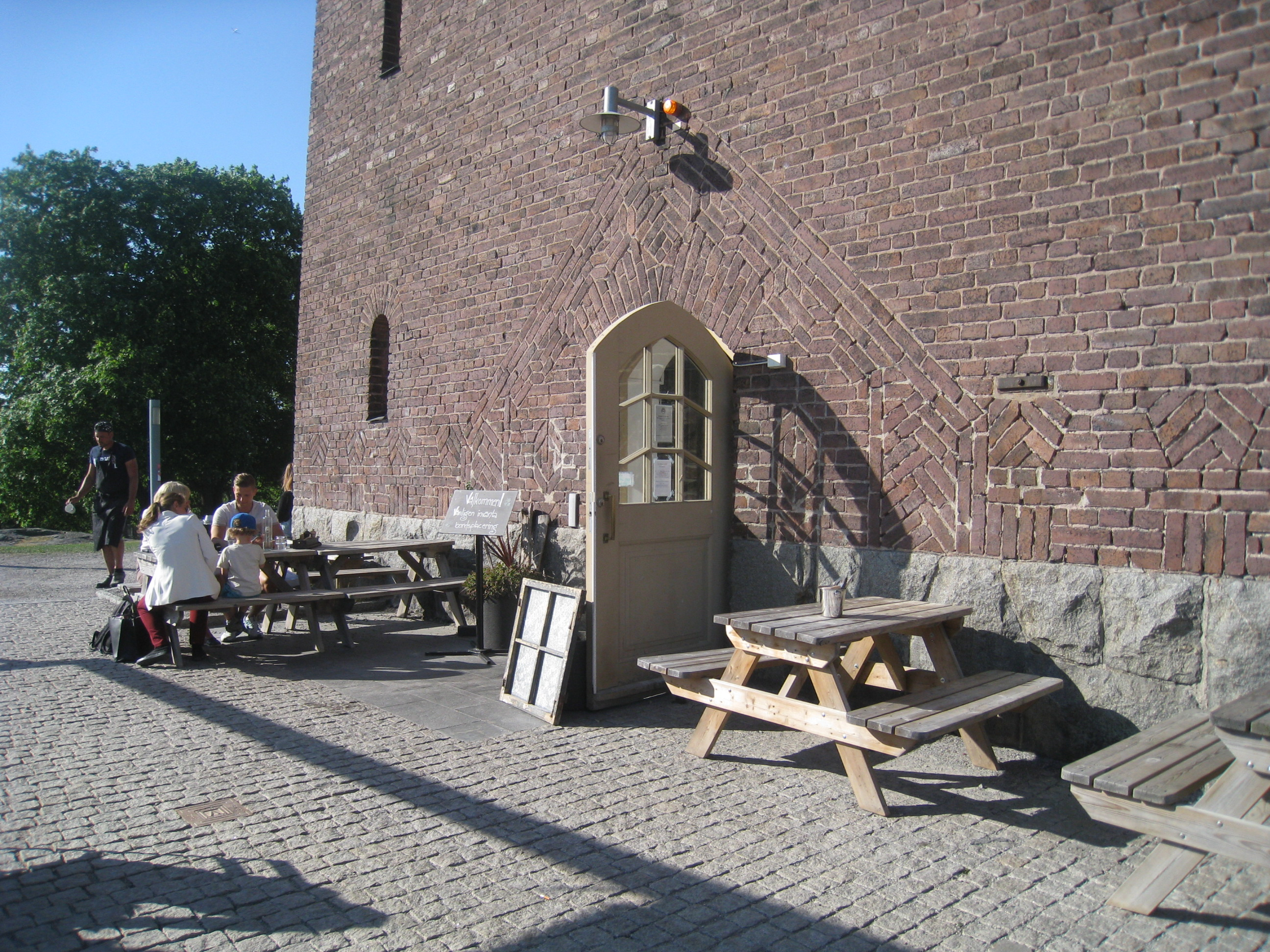
Den nya entréporten är lik originalutförandet.
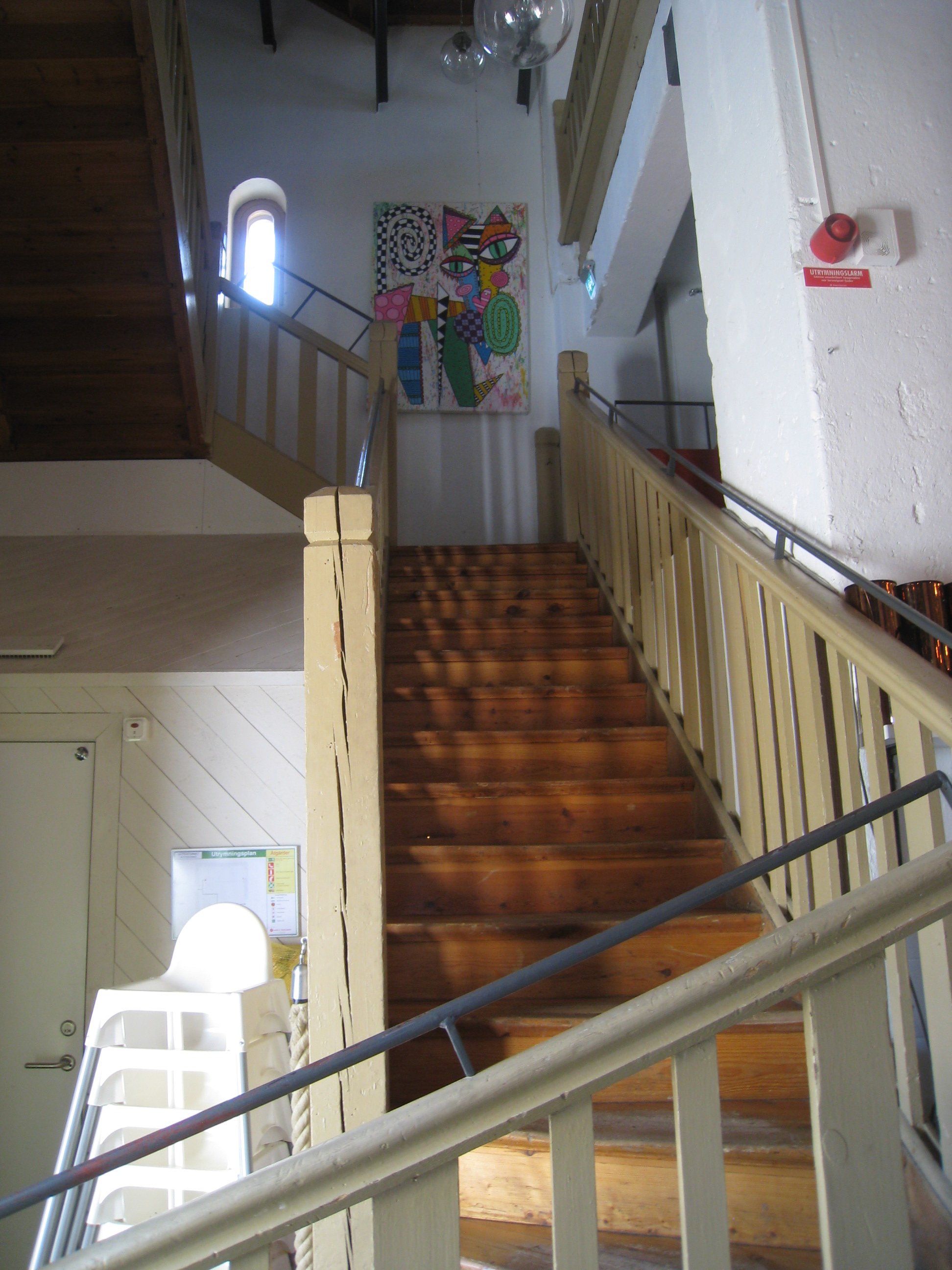
Trätrappan målades med linoljefärg.
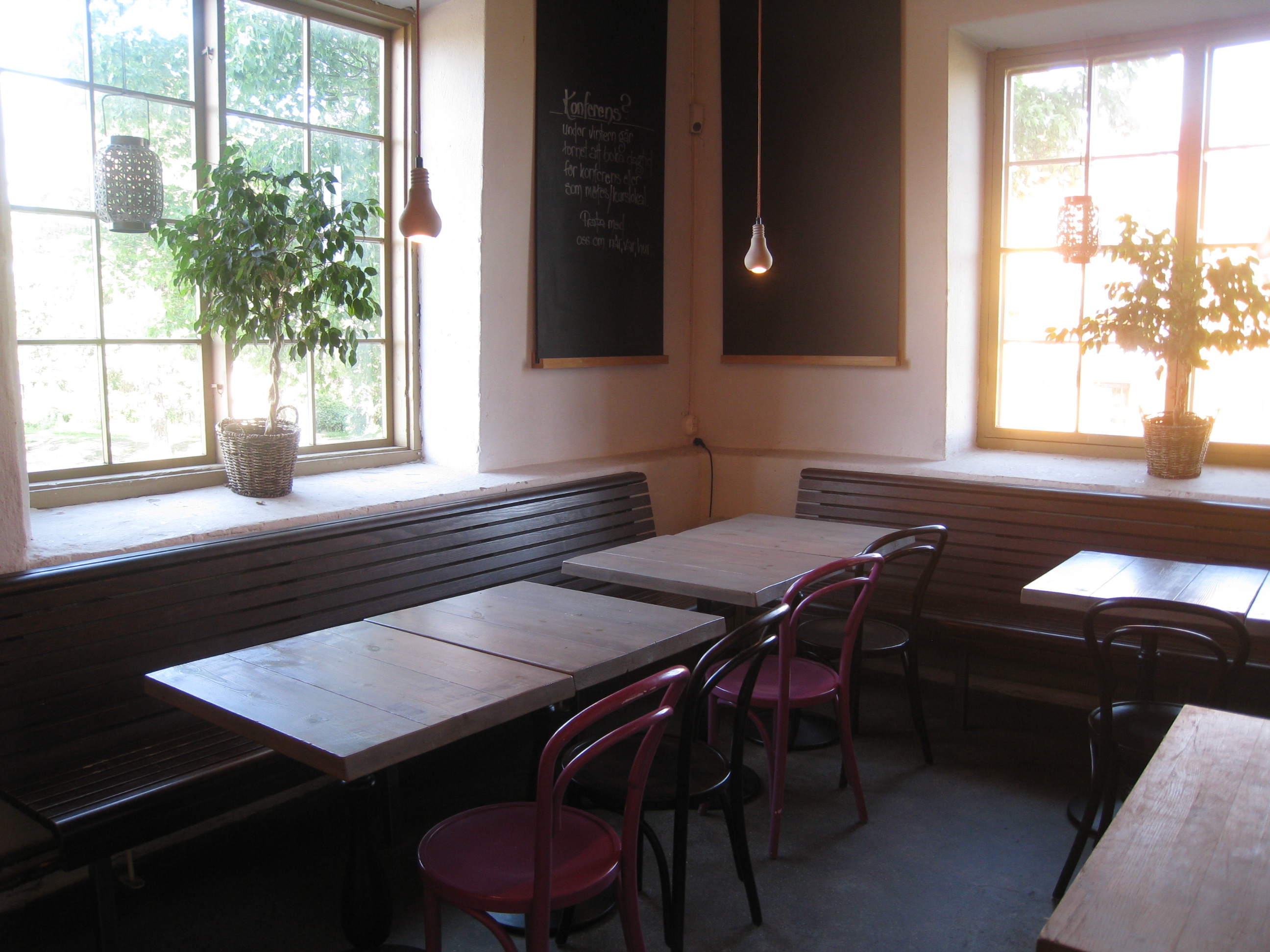
Interiör i caféet med fönster i sin ursprungskulör.
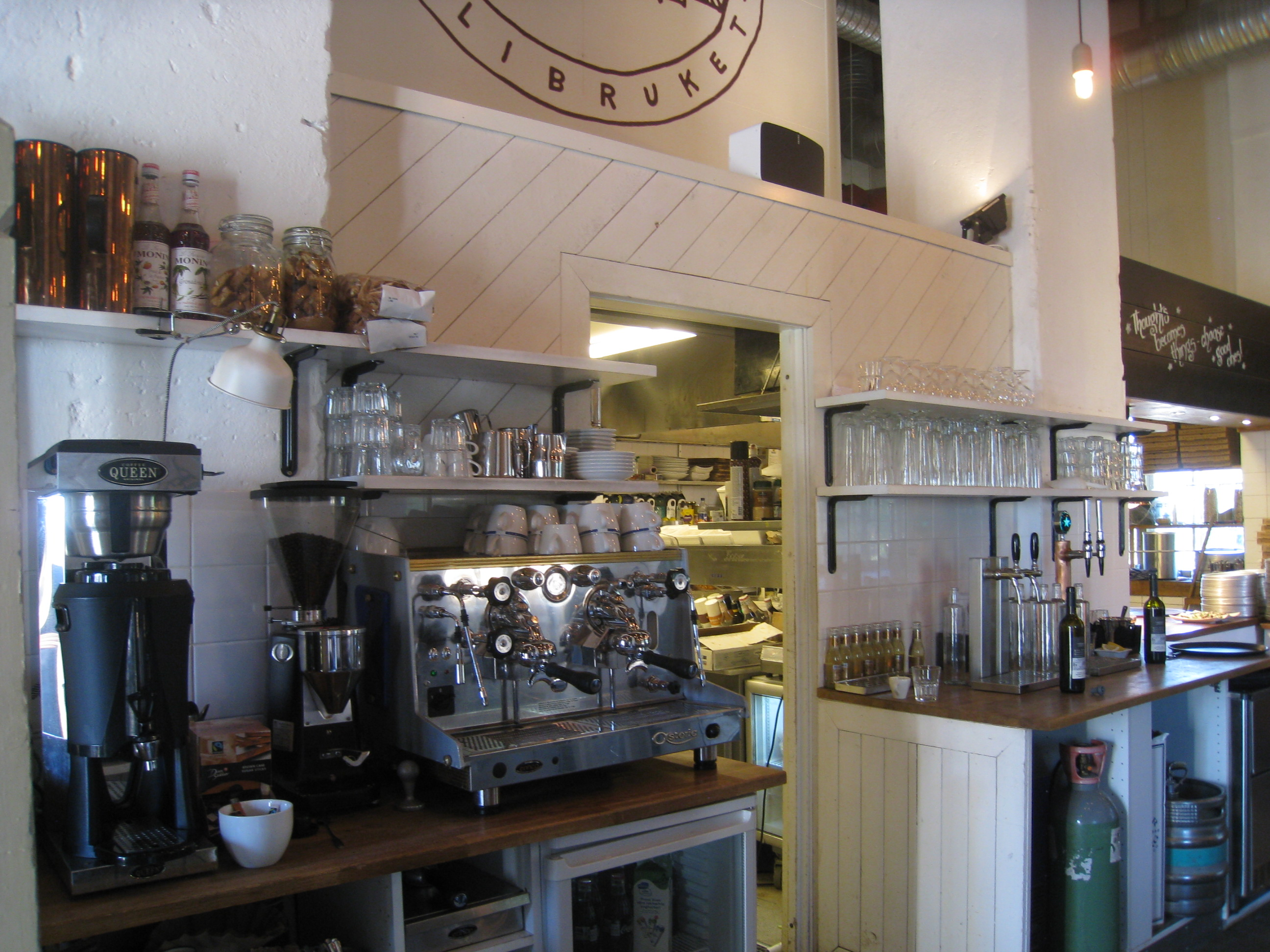
Vattentornet fungerar idag som restaurang i bottenvåningen med café och utställningslokaler.